# Hagónoy (Bulacán)
Hagónoy es un pueblo en la provincia de Bulacán en Filipinas.

## Geografía
El pueblo tiene un área de 90,38 kilómetros cuadrado. Está situada 54 kilómetros al norte de Manila. 
Según el censo de 2000, su población es de 111.425 habitantes en 22.174 casas.

## Barrios
Hagónoy tiene 26 barrios:
| - Abulalas - Carillo - Iba - Mercado - Palapat - Pugad - Sagrada Familia - San Agustín - San Isidro - San José - San Juan - San Miguel - San Nicolás | - San Pablo - San Pascual - San Pedro - San Roque - San Sebastián - Santa Cruz - Santa Elena - Santa Mónica - Santo Niño (Pob.) - Santo Rosario - Tampok - Tibaguin - Iba-Ibayo |